# Янгиер (Сурхандарьинская область)
Янгиер (узб. Yangiyer) — посёлок городского типа в Узбекистане.

## Расположение
Янгиер расположен в Кумкурганского районе Сурхандарьинской области Узбекистана. Находится в 14 км от районного центра Кумкурган.

## История
В 1957 году посёлок был сформирован на территории Джаркурганского района Сурхандарьинской области. Янгиер был центром колхоза «Москва». В посёлке были построены парк культуры, летный и зимний кинотеатр, библиотека, школа, универмаг. 1977 году был образован Кумкурганский район после чего колхоз и посёлок вошли в состав Кумкурганского района. В 1991 году колхоз «Москва» был упразднен.
В 2009 году посёлок получил статус городского посёлка.

## Транспорт
Между Янгиером и районным центром курсируют пригородные автобусы, а также частные такси.

## Памятники
В Янгиере имеются памятник солдату Великой Отечественный войны

## Интересные факты
В Янгиере выпускались сигареты Янги-ер.